# Rule/Sparkle
「Rule/Sparkle」（ルール/スパークル）は、日本の歌手・浜崎あゆみの45thシングル。2009年2月25日にavex traxより発売。

## 解説
前作「Days/GREEN」からわずか2か月後にリリースされた両A面シングル。「CD＋DVD」1形態、「CDのみ」2形態の計3形態で発売。
初回限定盤（3形態共通）は『DRAGONBALL EVOLUTION』の原作者である鳥山明が描き下ろした浜崎の似顔絵を用いたピクチャーレーベル仕様。鳥山が音楽アーティストとコラボレーションを行ったのは初。
「Sparkle」のビテオクリップは本シングルには収録されず、同年発売のアルバム『NEXT LEVEL』の付属DVDに収録されている。 
26thシングル「Free & Easy」から本作まで、20作連続オリコン初登場首位を獲得した。シングルの20作連続初登場首位は、ソロアーティスト、女性アーティストとして、ともに史上初となった。累計売上は13.1万枚。
本作で同年の「NHK紅白歌合戦」に11回目の出場を果たした。

## 収録曲
全曲作詞：ayumi hamasaki

### CD
1. Rule （Original mix） [4:09]
作曲：Miki Watanabe / 編曲：HΛL
20世紀フォックス 映画『DRAGONBALL EVOLUTION』全世界共通テーマソング
2. Sparkle （Original mix） [4:30]
作曲：Kazuhiro Hara / 編曲：CMJK
HONDA「ZEST SPARK」CMソング
3. Days （8-bits of tears YMCK remix） [4:16] ※ジャケットB(AVCD-31606)のみ
Remixed by YMCK
4. Days （Acoustic Orchestra version） [5:15] ※ジャケットB(AVCD-31606)のみ
編曲: Yuta Nakano

1. GREEN （CMJK Spring Storm mix）[5:42] ※ジャケットC(AVCD-31607)のみ
Remixed by CMJK
2. GREEN （Acoustic Orchestra version） [4:53] ※ジャケットC(AVCD-31607)のみ
編曲：Yuta Nakano
3. Rule （80kidz's "No More Rule" mix）[4:49]
Remix & additional production by 80kidz
4. Rule （Remo-con "tech dance" remix）[6:42]
Remixed by Remo-con
5. Rule（Original mix -Instrumental-）[4:09]
6. Sparkle （Original mix -Instrumental-）[4:30]

### DVD
1. Rule (video clip)
2. Rule (making clip)

## 収録アルバム
- Rule
  - 『NEXT LEVEL』
  - 『ANIME & GAME SELECTION』
- Sparkle
  - 『NEXT LEVEL』

## 収録ライブ映像
- Rule
  - 『a-nation'09 BEST HIT LIVE』
  - 『ayumi hamasaki ARENA TOUR 2009 A 〜NEXT LEVEL〜』
    - 『A 50 SINGLES 〜LIVE SELECTION〜』

  - 『ayumi hamasaki COUNTDOWN LIVE 2012-2013 A 〜WAKE UP〜』
  - 『ayumi hamasaki ARENA TOUR 2015 A Cirque de Minuit 〜真夜中のサーカス〜 The FINAL』
  - 『ayumi hamasaki COUNTDOWN LIVE 2021-2022 A 〜23rd Monster〜』(ayumi hamasaki ASIA TOUR 〜24th Anniversary special@PIA ARENA MM〜)
- Sparkle
  - 『ayumi hamasaki ARENA TOUR 2009 A 〜NEXT LEVEL〜』
  - 『ayumi hamasaki COUNTDOWN LIVE 2011-2012 A 〜HOTEL Love songs〜』(Party Queen)
  - 『ayumi hamasaki ARENA TOUR 2012 A 〜HOTEL Love songs〜』
  - 『ayumi hamasaki TA LIMITED LIVE TOUR at Zepp Tokyo』(M(A)DE IN JAPAN)(メドレー)
  - 『ayumi hamasaki 21st anniversary -POWER of A^3-』 (メドレー)